# .22 TCM

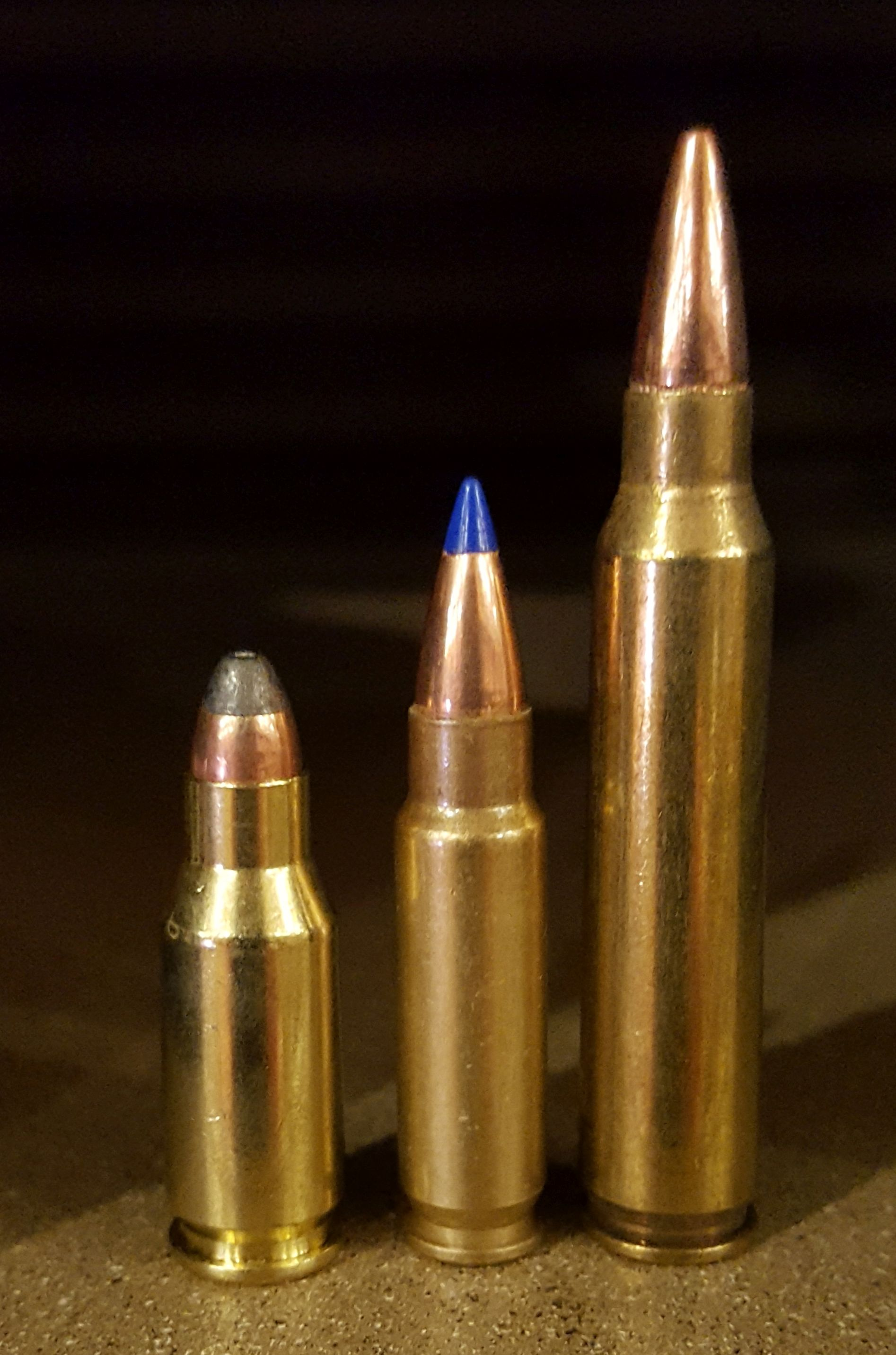
Comparativa de izquierda a derecha:.22 TCM, 5,7 × 28 mm y .223 Remington.

El .22 TCM o 22TCM (.22 Tuason Craig Micromagnum) es un cartucho patentado con cuello agolletado creado a partir de un cartucho 5.56mm OTAN desarrollado por el armero Fred Craig y Rock Island Armory (RIA) para pistolas semiautomáticas y para el rifle de cerrojo Rock Island M22 TCM. Antes de que se comercializara el cartucho, se llamaba 22 Micro-Mag.
El cartucho .22 TCM tienen una longitud similar al .38 Super, sin embargo, desde el año 2015 se comercializa la variante .22 TCM-R, la cual tiene una longitud total similar a la del cartucho 9 mm Parabellum, esto con el fin de adaptarse a los kits de conversión de pistolas Glock.